# Leonard Glabisz
Leonard Glabisz (ur. 27 grudnia 1878 w Pamiątkowie, zm. 10 września 1951 w Poznaniu) – polski ekonomista, nauczyciel akademicki, dyrektor Wyższej Szkoły Handlowej w Poznaniu.

## Życiorys

### Młodość, studia i emigracja
Urodził się w rodzinie ziemiańskiej Władysława i Marii. Po ukończeniu poznańskiego gimnazjum zaczął studiować ekonomię polityczną w Lozannie, Krakowie i Monachium. W 1905 po napisaniu pracy Die Agrarverhältnisse in Polen des XVI. Jahrhunderts uzyskał stopień doktora ekonomii politycznej. W bankach w Nowym Jorku i Berlinie odbył praktykę zawodową, a następnie był w Paryżu, Wiedniu i we Włoszech, gdzie uzupełniał swoje wykształcenie. Od 1914 do 1915 w Lozannie był pracownikiem w Centralnej Agencji Polskiej, a dwa lata później pracował w lozańskim oddziale Polskiego Komitetu Narodowego mającego swoją siedzibę w Paryżu. Równocześnie był wykładowcą ekonomii politycznej w Szkole Nauk Politycznych Uniwersytetu w Lozannie i przy tej uczelni pełnił obowiązki prezesa Towarzystwa Nauk Ekonomicznych.

### II Rzeczpospolita
Po powstaniu państwa polskiego powrócił z emigracji i pracował w przemyśle oraz w bankach. Był członkiem rady nadzorczej Polskiego Banku Krajowego w Warszawie oraz zarządu Polskiego Związku Przemysłowców Metalowych, Sekcji Maszyn Rolniczych tamże. Później pełnił funkcję prezesa Głównego Zarządu Uniwersytetów Ludowych w Poznaniu. W 1925 powołano go na dyrektora tworzonej Wyższej Szkoły Handlowej w Poznaniu, którą kierował od 1926 do 1930. Równocześnie prowadził na uczelni wykłady z ekonomii politycznej.

### Ostatnie lata
W czasie II wojny światowej przebywał w Nowym Targu. Po zakończeniu okupacji powrócił do Poznania. Zmarł 10 września 1951 i pochowany został na cmentarzu Górczyńskim w Poznaniu.

## Życie prywatne
Żonaty z urodzoną w Stanach Zjednoczonych Edną Carpenter.
Posiadał trójkę dzieci z nieformalnego związku z Jadwigą Piątkowską. Córkę Urszulę oraz synów Leonarda i Władysława